# Günther Grundmann
Günther Grundmann (* 10. April 1892 in Hirschberg, Riesengebirge, Provinz Schlesien; † 19. Juni 1976 in Hamburg) war ein deutscher Kunsthistoriker, Museumsleiter und Denkmalpfleger.

## Leben
Nach dem Abitur in seiner Heimatstadt 1912 studierte Grundmann Kunstgeschichte an der Universität München u. a. bei Heinrich Wölfflin und Paul Frankl. Neben dem Studium erlernte er die Malerei in der Malschule Walter Thor und besuchte ab 1913 die Königliche Kunstgewerbeschule, wo er u. a. die Schriftklasse bei Fritz Helmuth Ehmcke und die Möbelentwurfsklasse bei Richard Riemerschmid belegte. Bei Kriegsausbruch 1914 kehrte er zunächst nach Hirschberg zurück und setzte anschließend das kunstgeschichtliche Studium an der Universität Breslau fort, das er 1916 mit der Promotion zum Dr. phil. bei Bernhard Patzak abschloss.
Von 1919 bis 1932 war Grundmann Lehrer für Kunstgeschichte an der Holzschnitzschule Bad Warmbrunn und ehrenamtlicher Verwalter des „Hausfleißvereins“, eines Vereins für schlesische Handarbeit. Ab 1932 war er in der Nachfolge von Ludwig Burgemeister Provinzialkonservator für Niederschlesien in Breslau. Zugleich war er Mitglied der Historischen Kommission für Schlesien. 1938 wurde er zum Professor an der Technischen Hochschule Breslau berufen.
1935 rezensierte er eine Büste des Führers des befreundeten Bildhauers Theodor von Gosen. Nach der deutschen Okkupation Polens 1939 betätigte sich Grundmann in den annektierten Gebieten und veröffentlichte eine Schrift über die deutsche Kunst im „befreiten Schlesien“. Am 20. April 1938 beantragte er die Aufnahme in die NSDAP und wurde zum 1. Februar 1940 aufgenommen (Mitgliedsnummer 7.456.346). Gegen Ende des Zweiten Weltkriegs gehörte zu seinen Aufgaben auch die Beschlagnahmung und Einlagerung „bombengefährdeter Kunstgüter“ aus Berlin und Brandenburg.
Nach seiner Flucht aus Schlesien 1945 war er 1947 bis 1950 Direktor der Kunstsammlungen der Veste Coburg.
1950 kam er nach Hamburg, wo er von 1950 bis 1959 Denkmalpfleger der Freien und Hansestadt Hamburg und als Nachfolger von Hubert Stierling Direktor des Altonaer Museums war. Von 1951 bis 1959 war er zugleich Vorsitzender der „Vereinigung der Landesdenkmalpfleger in der Bundesrepublik Deutschland“. Von 1962 bis 1972 war er Vorsitzender des Vorstandes des „Kulturwerks Schlesien“.
In Hamburg erforderte Grundmanns Tätigkeit als Denkmalpfleger nach 1945 im Vergleich zur Tätigkeit vor 1945 völlig unterschiedliche denkmalpflegerische Konzepte: Schlesien als Landschaft mit reichem, bis ins Mittelalter zurückreichendem sakralem und profanem Denkmälerbestand einerseits und andererseits Hamburg als Hansestadt, deren vor allem aus dem 19. und frühen 20. Jahrhundert stammende Bauten im Krieg schwere Zerstörungen erfahren hatten. War in Schlesien vor allem Konservierung erforderlich gewesen, so erwiesen sich in Hamburg Wiederaufbau, Rekonstruktion und Ergänzung als unvermeidlich.

## Medaillenporträt
- 1932: einseitiger Bronzehohlguss, 80 mm, Cirillo Dell’Antonio fecit. Vorderseite: „Dr. GÜNTHER GRUNDMANN 1932“ Büste mit Kleideransatz halblinks, signiert: CdA (ligiert).[6]

## Veröffentlichungen (Auswahl)
- Gruftkapellen des achtzehnten Jahrhunderts in Niederschlesien und der Oberlausitz. (= Studien zur deutschen Kunstgeschichte. Heft 193). Heitz & Mündel, Straßburg 1916, siehe (archive.org).
- Die Büste des Führers in der Breslauer Universität. In: Der Oberschlesier. Nr. 7, 1935, S. 371f.
- Karl XII. von Schweden und die Gnadenkirchen in Hirschberg und Landeshut. In: Schlesien. Eine Vierteljahresschrift für Kunst, Wissenschaft und Volkstum. Band 9, 1964, S. 14–25.
- Kunstwanderungen in Schlesien. Gesammelte Aufsätze aus den schlesischen Jahren 1917–1945. Bergstadtverlag Wilhelm Gottl. Korn, München 1966.
- Die Warmbrunner Holzschnitzschule im Riesengebirge. Delp Verlag, München 1968.
- Kunstwanderungen im Riesengebirge. Bergstadtverlag Wilhelm Gottl. Korn, München 1969 [grundlegendes Werk, in Einzelfragen durch neuere Forschungen überholt].
- Barocke Kirchen und Klöster in Schlesien. 2. Auflage. Bergstadtverlag Wilhelm Gottl. Korn, München 1971.
- Die Darmstädter Madonna. Eduard Roether, Darmstadt 1959. (2. erweiterte Auflage: Die Darmstädter Madonna. Der Schicksalsweg des berühmten Gemäldes von Hans Holbein d.J. Eduard Roether, Darmstadt 1972)
- Erlebter Jahre Widerschein. Bergstadtverlag Wilhelm Gottl. Korn, München 1972 [tlw. Autobiografie, sonst Bericht von Schlösserbesuchen während der Zeit als niederschles. Provinzialkonservator].
- Stätten der Erinnerung. Denkmäler erzählen schlesische Geschichte. 2. Auflage. Bergstadtverlag Wilhelm Gottl. Korn, München 1975.
- Schreiberhau im Riesengebirge. In Gerhard Wietek: Deutsche Künstlerkolonien und Künstlerorte. Verlag Karl Thiemig, München 1976, ISBN 3-521-04061-5, S. 136–141.
- Burgen, Schlösser und Gutshäuser in Schlesien. Frankfurt am Main (Bau- und Kunstdenkmäler im östlichen Europa)
  - Bd. 1. Die mittelalterlichen Burgruinen, Burgen und Wohntürme. 1982
  - Bd. 2. Schlösser und Feste Häuser der Renaissance. 1987 [faktenreiche, nicht fortgeführte Edition].
- mit Wulf Schadendorf: Schlesien, Deutscher Kunstverlag, München 1962
- Hirschberg. In: Hugo Weczerka (Hrsg.): Schlesien. 2. Auflage. Stuttgart 2003, S. 189–193.

## Familie

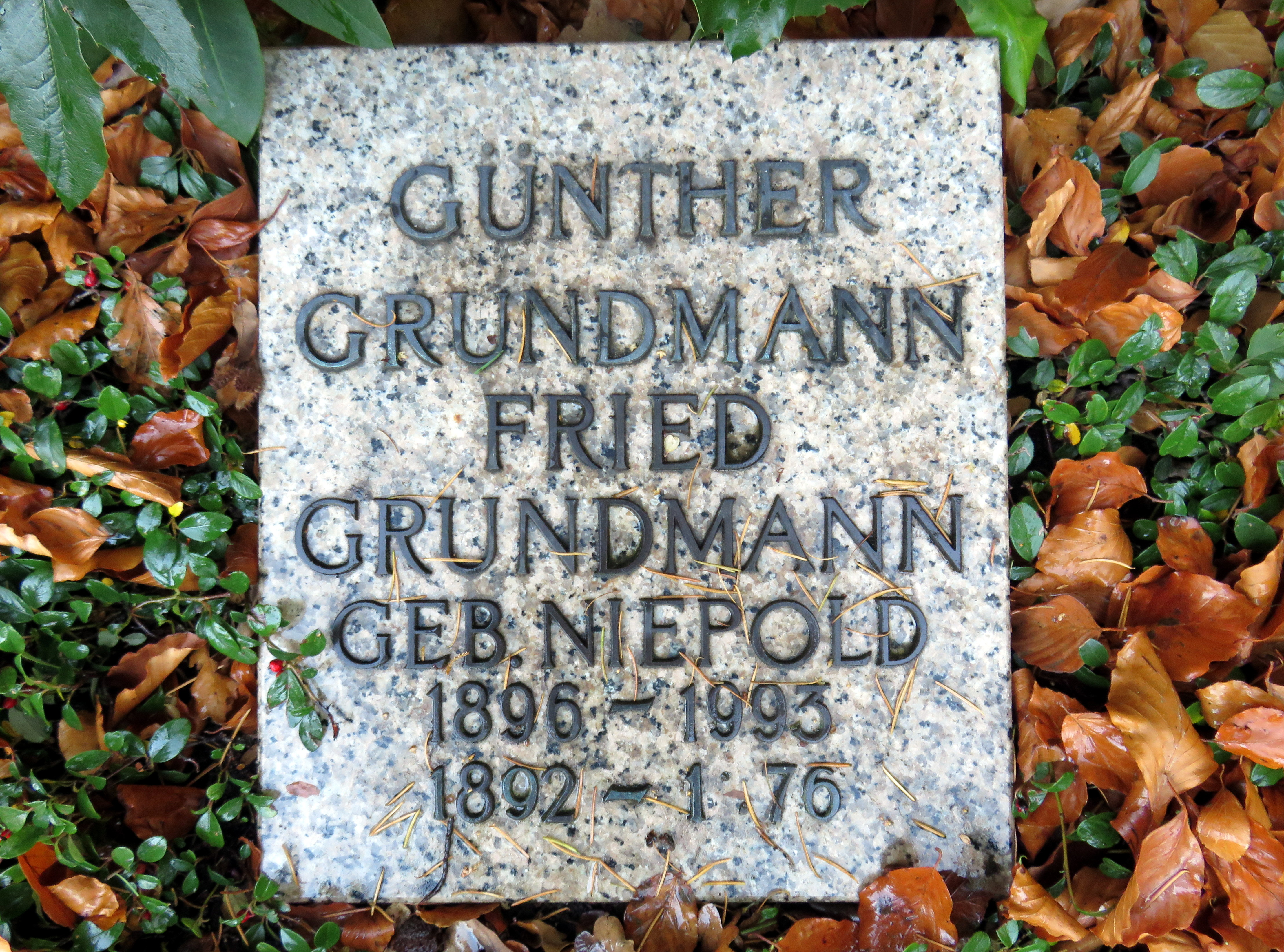
Grab Günther Grundmann auf dem Friedhof Ohlsdorf

Günther Grundmann war seit 1916 mit Elfriede Niepold verheiratet. Der Ehe entstammte eine Tochter sowie der spätere Architekt Friedhelm Grundmann.
Günther Grundmann wurde auf dem Ohlsdorfer Friedhof in Hamburg im Planquadrat Q 10 südlich der Kapelle 1 beigesetzt.

## Ehrungen
- 1969: Schlesierschild der Landsmannschaft Schlesien